# 乳頭多瘤空泡病毒
乳頭多瘤空泡病毒是一種DNA病毒，其中包括乳頭瘤病毒科（Papillomavirus）及多瘤病毒科（Polyomavirus）两类，取其前两个字母，合称Papovaviruses。乳頭多瘤空泡病毒外表呈現正二十面體，不會製造脂蛋白，他容易感染人類和其他動物，尤其是哺乳動物。

## 下属分类
本科包括以下属：
- 乳頭瘤病毒科 Papillomavirus
- 多瘤病毒科 Polyomavirus

1. ↑  . GBIF.   [2023-04-29]. （原始内容存档于2023-05-01）.